# Orientothele wuliangensis
Espèce
Synonymes
- Macrothele wuliangensis Wu & Yang, 2022

Orientothele wuliangensis est une espèce d'araignées mygalomorphes de la famille des Macrothelidae.

## Distribution
Cette espèce est endémique du Yunnan en Chine,. Elle se rencontre dans les xians de Jingdong et de Zhenyuan.

## Description
Le mâle holotype mesure 22,52 mm et la femelle paratype 26,86 mm.

## Systématique et taxinomie
Cette espèce a été décrite sous le protonyme Macrothele wuliangensis par Wu et Yang en 2022. Elle est placée dans le genre Orientothele par Shao, Zhou et Lin en 2025.

## Étymologie
Son nom d'espèce, composé de wuliang et du suffixe latin -ensis, « qui vit dans, qui habite », lui a été donné en référence au lieu de sa découverte, Wuliang.

## Publication originale
- Wu, Li, Yang & Yang, 2022 : « Two new species of the genus Macrothele Ausserer, 1871 (Araneae, Macrothelidae) from China. » Biodiversity Data Journal, vol. 10, no e90967, p. 1-19 (texte intégral).